# Мишел Рол
Мишел Рол (фр. Michel Rolle; Амбер, 21. април 1652 — Париз, 8. новембар 1719) је био француски математичар. Познат је по Роловој теореми (1691). Поред тога, у свом делу Traité d'algèbre о теорији једначина из 1690. године увео је тренутно стандардизовану нотацију
{\displaystyle {\sqrt[{n}]{x}}}
за означавање н-тог корена из {\displaystyle \displaystyle x}.

## Биографија
Рол је рођен у Амберу, Оверња. Године 1675, преселио се у Париз, а 1685. године приступио је Краљевској академији наука и постао Pensionnaire Géometre Академије (1699). Већ му је тада Жан Батист Колбер дао пензију јер је решио један од Озанамових проблема.
Рол је био један од раних критичара калкулуса, тврдивши да је нетачан и заснован на погрешном резоновању. Касније је променио своје мишљење.
Рол је умро у Паризу.